# Kalmosaari (ö i Nyslott, Pieni-Sulkava)
Kalmosaari är en ö i Pieni-Sulkavasjön i Finland. Ordet kalmosaari hänvisar antagligen att ön har varit begravningsplats. Ön ligger i sjön Pieni-Sulkava och i kommunen Nyslott i den ekonomiska regionen  Nyslott och landskapet Södra Savolax, i den sydöstra delen av landet, 290 km nordost om huvudstaden Helsingfors. Öns area är 0,6 hektar och dess största längd är 130 meter i sydöst-nordvästlig riktning.